# Трака за инсекте
Трака за инсекте или лијепак за инсекте је предмет за хватање и убијање кућних мува и осталих инсеката са крилима. Састоји се од изузетно љепљивог папира упакованог у кутијицу. Старије траке су биле премазане и супстанцама отровним за инсекте, али и људе и друге животиње. Најчешће се користио арсен, али након што је арсен са трака био употребљен за извршење неких убистава престало се са његовим кориштењем. Данас се најчешће користе природне неотровне супстанце, најчешће калофонске смоле и мед.
Дуго времена се није придавао значај боји траке, али се и та ставка у новије вријеме истражује па је утврђено да су најефикасније плаве траке.

## Историја
Траку за инсекте је изумио њемачки произвођач пецива и слаткиша Теодор Кајзер 1909. године. У почетку је као љепило кориштен шећерни сируп који се брзо топио на високим температурама. Идеју за убацивање папира у кутију изумитељ је добио током одмора у Чешкој посматрајући локално складиште картонске траке. По повратку кући у Вајблинген, Кајзер је даље развио ову идеју и заједно са својим пријатељем хемичаром коначно је успио искомбиновати праву мјешавину смоле, масти, уља и меда да би добио траку која ће моћи да стоји и обавља посао дуже вријеме.
Први покушај регистровања патента је био у Швајцарској 1910. под именом Aeroplan, али је пропао због жалби произвођача летјелица и играчака. 1911. је коначно регистрован под именом Aeroxon.

## Кориштење трака
Дужина траке заа инсекте је око 50, а ширина око 5 центиметара. Доступне су и дуже и шире траке које се постављају у шталама гдје око стоке лете велики инсекти. На крају траке најчешће се налази рајснадла којом се трака качи за подлогу.
Траке се најчешће постављају тако да висе са плафона, најчешће у близини извора свјетлости, као и на стаклене површине гдје се постављају прозирне траке. Инсекти привучени свјетлошћу слијећу на траку и лијепе се за њу. Под утицајем јаке и директне свјетлости и због немогућности кретања инсекти брзо умиру на траци.
Иако су траке ефикасне као и остали предмети за исту сврху рјеђе се користе из естетских разлога као и због неугодних мириса које испуштају и страха од могућности тровања. Траке треба често мијењати јер слабе при дужем стајању због сушења и прашине која се на њима скупља.